# Molophilus (Molophilus) subscaber
Molophilus (Molophilus) subscaber is een tweevleugelige uit de familie steltmuggen (Limoniidae). De soort komt voor in het Australaziatisch gebied.